# Wyandot
Wyandot, pleme američkih Indijanaca porijeklom od hjuronskog plemena Attignawantan koji su 1649. izbjegli pred Irokezima i stopili se s Tionontatima (Duhanskim narodom) i na području SAD-a u blizini Detroita stvorili novo pleme pod imenom Wyandot. Ranih 1700-ih njihov poglavica Orontony stvara urotu protiv Francuza s plemenima Ottawa, Potawatomi, Sioux, Sac, Fox, Shawnee i Miami, ali su 1748. potučeni a njihova naselja razorena. Kasnije su za vrijeme Američke revolucije na strani Engleza. Početkom 1795. prisiljeni su svoje zemlje prepustiti SAD-u, a 1843. preseljeni su na rezervat u Kansas, na područje današnjeg okruga Wyandotte. Dio njih (oko 200) 1857. doselit će na Indian Territory i smjestit se na sjevernoj strani rezervata "Seneca".
Wyandoti i danas žive na rezervatima Kansasa i Oklahome, i ne smiju se brkati s plemenom Huron, danas naseljenom u Kanadi. 

## Vanjske poveznice
- The Wyandot Tribe